# Безшапошнов, Павел Николаевич
Павел Николаевич Безшапошнов (род. 6 июля 1984, Ростов-на-Дону) — российский кикбоксер-любитель, выступающий в средней весовой категории.
Серебряный призёр мира по кикбоксингу версии WKA в 2007 году. Многократный призёр России по кикбоксингу и таэквон-до. Мастер спорта России международного класса.
В 2006 году окончил Ростовский-на-Дону институт физической культуры и спорта (РИФКиС), факультет физической культуры и спорта. С 2008 года занимается тренерской деятельностью. В последнее время проводит тренировки в ростовской МОУСОШ № 105, а также проводит индивидуальные тренировки.